# BoBo Bola
BoBo Bola, född 2 oktober 1985 i Kinshasa, är en rwandisk före detta fotbollsspelare. Bola spelade främst som anfallare, men han kunde även spela på mittfältet. Han har spelat för Rwandas landslag.
Den 4 augusti 2005 värvades Bola från APR FC i Rwanda till Landskrona BoIS. Bola gjorde allsvensk debut den 13 augusti 2005 i en 4–1-vinst över IF Elfsborg, där han blev inbytt i den 26:e minuten mot skadade Jon Jönsson och även gjorde sitt första mål. Säsongen 2007 lånades han ut till Bodens BK.
Han har därefter representerat flera klubbar; Syrianska Kerburan 2009, Panellinios 2010, Atlantis FC i Helsingfors i Finland 2010-2011, IFK Lidingö 2012, Värtans IK 2013.